# Love Potion No. 9
Love Potion No. 9 ist ein Parfüm von Penhaligon’s, das nach dem 1959 für die Gruppe The Clovers von dem Komponisten-Duo Leiber/Stoller geschriebenen Song Love Potion No.9  benannt wurde.
Im Jahr 1992 wurde ein gleichnamiger Film mit Sandra Bullock in einer der Hauptrollen veröffentlicht.